# 陈力 (1967年)
陈力（1967年8月—），湖北南漳人，汉族，中国共产党党员。中华人民共和国政治人物、第十三届全国人民代表大会上海市代表。

## 生平
2018年，陈力被选为上海市出席第十三届全国人民代表大会代表。